# Painkiller (jeu vidéo)
Pour les articles homonymes, voir Painkiller.
Painkiller est un jeu de tir à la première personne sorti en avril 2004. Il a été développé par l'équipe polonaise People Can Fly et édité par Dreamcatcher Interactive,,,.

## Synopsis
Daniel Garner, après un accident de voiture lui coûtant la vie ainsi qu'à sa femme Catherine, se retrouve à errer au purgatoire. Un émissaire venu du paradis l'engage comme tueur à gage afin d'éliminer quatre généraux des armées de Lucifer en échange d'un bon de sortie et d'une place au paradis.

## Système de jeu
Painkiller est un mélange de Serious Sam pour l'action et de Quake pour l'ambiance sombre. Le jeu est divisé en cinq chapitres de quatre à six niveaux, dans lesquels les monstres arrivent sur le joueur par hordes de vingt, et terminé par un boss (un général de Lucifer, ou Lucifer lui-même pour le dernier chapitre), totalisant ainsi 24 niveaux.
Chaque niveau comporte des secrets à trouver et des défis qui permettent de débloquer des cartes de tarot apportant des bonus au joueur pour un niveau ultérieur.

### Armes
Cinq armes sont proposées, chacune ayant deux modes de tir. Parfois une combinaison entre ces deux modes de tir permet un troisième tir. Les deux modes de tir ont peu de points communs mais sont distribués à travers les armes de sorte qu'ils puissent être complémentaires (exemple du fusil à pompe : le tir alternatif congèle la cible, puis un coup de tir principal la détruit). Ceci permet par ailleurs, de ne pas encombrer l'inventaire des armes portées par le joueur ; la sélection d'une arme se faisant plus rapidement. Le joueur dispose donc de dix armes, ramenées à cinq, chacune ayant le rôle de deux d'entre elles. Les plus populaires sont le painkiller (arme de base) et le lance-pieu.
- le painkiller. Cette arme, la seule à ne pas nécessiter de munitions, met véritablement en charpie quiconque s'en approche. Avec un peu d'habileté, il est possible de se servir uniquement de cette arme dans la quasi-totalité des niveaux (en excluant les 4 généraux et certains boss). Cette arme possède trois modes de tir adaptés pour le corps à corps et le combat à distance.
- le fusil à pompe/freezer, efficace uniquement à courte portée, permet en second mode de tir de geler un adversaire lourd, puis de le détruire en un coup de fusil.
- le lance-pieux/lance-grenade. Cette arme est très utilisée et très courante y compris en multijoueur, alors que c'est celle qui est la plus difficile à maîtriser (en raison de la trajectoire non-rectiligne des projectiles). En mode de tir alternatif, cette arme est un lance-grenade. Avec un peu d'adresse, il est possible de combiner les deux modes de tirs en tirant une grenade puis en la percutant avec un pieu et ainsi envoyer l'explosif à une plus longue distance.
- Le lance-roquette/mitrailleuse. En premier mode de tir, s'emploie comme un lance-roquette, et en second mode de tir, comme une mitrailleuse. C'est une arme qui inflige des dégâts importants, notamment face à de nombreux ennemis regroupés.
- L'électro/shuriken, qui en premier mode de tir permet d'envoyer des shurikens et en second mode, peut électrocuter plusieurs adversaires à la fois (lorsqu'ils sont assez proches). La combinaison des deux modes de tir permet d'envoyer un shuriken « électrique » qui, une fois qu'il a percuté un objet (mur, ennemi, etc.), envoie une décharge à tout ennemi à ses alentours.

### Multijoueur
L'équipe de People Can Fly a voulu donner à Painkiller le même gameplay que Quake World : rapide et technique (déplacements en bunny hopping, rocket jump, etc.). Plusieurs modes sont disponibles :
- Deathmatch (chacun pour soi), classique des jeux du genre.
- Team Deathmatch, jeu en équipe.
- People can Fly, où l'on ne peut blesser l'adversaire lorsqu'il est en l'air.
- Voosh, où tout le monde possède la même arme qui change aléatoirement au bout d'un certain temps.
- The light Bearer, où l'un des joueurs possède le bonus « Rage » (dommages multipliés par quatre).

Le grand succès du titre lors de sa sortie ainsi que son gameplay similaire à celui de Quake 3 a d'ailleurs décidé beaucoup de joueurs de Quake à changer de jeu. C'est notamment la rapidité avec laquelle les joueurs doivent anticiper les mouvements des adversaires ainsi que la trajectoire en cloche des projectiles qui ont séduit les joueurs de Quake 3. Cet aspect du gameplay était extrêmement rare à la sortie du jeu. De grandes teams comme les aAa ont d'ailleurs ajouté une section Painkiller à leurs compétences, afin de pouvoir y jouer lors d'évènement importants tels que l'ESWC ou la Ligue professionnelle des cyberathlètes.

## Technologie
Le jeu utilise un moteur graphique développé par People Can Fly et le moteur physique Havok 2.

## Réception critique
Le dernier niveau du jeu a été salué par beaucoup[Qui ?] comme un des plus beaux niveaux jamais créé représentant, en images arrêtées, ce que le monde a connu de plus violent à ce jour (guerres, attentats, etc.)

## Extensions
- Un Add-on a vu le jour en 2004 : Battle out of the Hell. Outre deux nouvelles armes, ce sont 10 nouvelles missions solos qui sont ajoutées, ainsi que deux nouveaux modes en multijoueur.

- La version Black Edition numéroté contient le jeu original ainsi que l'extension "Battle out of Hell" mais aussi quelques bonus tels que le making-of du jeu ou encore un clip du groupe de rock "Mech".
- En 2007 une nouvelle version est sortie Painkiller: Overdose, à l'origine un simple mod créé par des fans.
- Painkiller: Resurrection (2009) peut être considéré comme une extension au jeu original.
- Painkiller Redemption (2011) est une extension du jeu original, celle-ci exploite des cartes multijoueur découpées pour créer une nouvelle campagne solo.
- Painkiller Recurring Evil (2012) est une extension disponible uniquement en téléchargement.

## Portages
En 2006, le jeu est sorti sur Xbox, renommé pour l'occasion Painkiller: Hell Wars. Il ne s'agit pas d'un simple portage mais plutôt d'un mélange entre le jeu et son extension Battle out of Hell. Painkiller: Hell Wars a également été annoncé sur PSP et sur PlayStation 2 avant d'être annulé sur ces plateformes.

## Remake
En 2012 parait Painkiller Hell and Damnation, un remake HD réalisé par Nordic Games. Il regroupe des niveaux du jeu original et de son extension Battle out of the Hell avec une refonte graphique utilisant le moteur Unreal Engine 3 ainsi qu'un mode coopératif jouable à deux.